# Ciclismo nos Jogos Olímpicos de Verão de 2020
As competições de ciclismo nos Jogos Olímpicos de Verão de 2020 foram divididas em cinco disciplinas, totalizando 22 eventos em disputa, sendo 11 masculinas e 11 femininas. Originalmente programadas para ocorrer em 2020, as Olímpiadas foram adiadas para 2021 devido à pandemia de COVID-19.
As provas de estrada foram realizadas entre 24 e 28 de julho de 2021, com o contrarrelógio e a chegada da corrida no Fuji Speedway e largada desse último no Parque Musashinonomori. Os dois eventos de ciclismo de montanha (mountain bike) foram disputados no Centro de Mountain Bike de Izu em 26 e 27 de julho de 2021. O ciclismo de pista foi realizado entre 2 e 8 de agosto de 2021 no Velódromo de Izu, com 12 eventos, incluindo o retorno do madison masculino, disputado pelo última vez em 2008, e a estreia da mesma prova no feminino.
No programa olímpico desde 2008, o BMX foi disputado no Parque Urbano de Esportes de Ariake entre 29 e 30 de julho de 2021 no tradicional formato de corrida, e pela primeira vez foi adicionado o BMX estilo livre para ambos os gêneros, entre 31 de julho e 1 de agosto de 2021, numa iniciativo do Comitê Olímpico Internacional em tornar os Jogos Olímpicos "mais jovem e urbano".

## Qualificação
O Japão, como país sede, recebeu uma vaga por gênero nas corridas de BMX, BMX estilo livre e no mountain bike, além de duas vagas por gênero no ciclismo de estrada (não haviam lugares garantidos no contrarrelógio ou em qualquer evento de pista).
A maior parte das vagas foram atribuídas por meio do ranking da União Ciclística Internacional (UCI), com algumas sendo alocadas por meio de eventos nos campeonatos mundiais ou por qualificatórias continentais.

## Calendário
As competições de ciclismo foram realizados ao longo de 16 dias, iniciando com a corrida em estrada masculina em 24 de julho de 2021 e finalizando com as últimas três provas do ciclismo de pista, em 8 de agosto.
| E | Eliminatórias | QF | Quartas de final | SF | Semifinais | F | Final |

| DataEvento                 | 24 jul | 25 jul | 26 jul | 27 jul | 28 jul | 29 jul | 30 jul | 30 jul | 31 jul | 1 ago |
| -------------------------- | ------ | ------ | ------ | ------ | ------ | ------ | ------ | ------ | ------ | ----- |
| BMX corrida                |        |        |        |        |        |        |        |        |        |       |
| Corrida masculina          |        |        |        |        |        | QF     | SF     | F      |        |       |
| Corrida feminina           |        |        |        |        |        | QF     | SF     | F      |        |       |
| BMX estilo livre           |        |        |        |        |        |        |        |        |        |       |
| Parque masculino           |        |        |        |        |        |        |        |        | E      | F     |
| Parque feminino            |        |        |        |        |        |        |        |        | E      | F     |
| Mountain bike              |        |        |        |        |        |        |        |        |        |       |
| Cross-country masculino    |        |        | F      |        |        |        |        |        |        |       |
| Cross-country feminino     |        |        |        | F      |        |        |        |        |        |       |
| Ciclismo em estrada        |        |        |        |        |        |        |        |        |        |       |
| Corrida masculina          | F      |        |        |        |        |        |        |        |        |       |
| Contra o relógio masculino |        |        |        |        | F      |        |        |        |        |       |
| Estrada feminina           |        | F      |        |        |        |        |        |        |        |       |
| Contra o relógio feminino  |        |        |        |        | F      |        |        |        |        |       |

| SR | Scratch | TR | Contrarrelógio | ER | Eliminação | PR | Pontos |

| DataEvento                        | 2 ago | 2 ago | 2 ago | 3 ago | 3 ago | 3 ago | 4 ago | 5 ago | 5 ago | 5 ago | 5 ago | 6 ago | 6 ago | 7 ago | 7 ago | 8 ago | 8 ago | 8 ago | 8 ago |
| --------------------------------- | ----- | ----- | ----- | ----- | ----- | ----- | ----- | ----- | ----- | ----- | ----- | ----- | ----- | ----- | ----- | ----- | ----- | ----- | ----- |
| Keirin masculino                  |       |       |       |       |       |       |       |       |       |       |       |       |       | E     | E     | QF    | SF    | F     | F     |
| Madison masculino                 |       |       |       |       |       |       |       |       |       |       |       |       |       | F     | F     |       |       |       |       |
| Omnium masculino                  |       |       |       |       |       |       |       | SR    | TR    | ER    | PR    |       |       |       |       |       |       |       |       |
| Perseguição por equipes masculino | E     | E     | E     | SF    | SF    | SF    | F     |       |       |       |       |       |       |       |       |       |       |       |       |
| Velocidade masculino              |       |       |       |       |       |       | E     | E     | QF    | QF    | QF    | SF    | F     |       |       |       |       |       |       |
| Velocidade por equipes masculino  |       |       |       | E     | SF    | F     |       |       |       |       |       |       |       |       |       |       |       |       |       |
| Keirin feminino                   |       |       |       |       |       |       | E     | QF    | SF    | F     | F     |       |       |       |       |       |       |       |       |
| Madison feminino                  |       |       |       |       |       |       |       |       |       |       |       | F     | F     |       |       |       |       |       |       |
| Omnium feminino                   |       |       |       |       |       |       |       |       |       |       |       |       |       |       |       | SR    | TR    | ER    | PR    |
| Perseguição por equipes feminino  | E     | E     | E     | SF    | F     | F     |       |       |       |       |       |       |       |       |       |       |       |       |       |
| Velocidade feminino               |       |       |       |       |       |       |       |       |       |       |       | E     | E     | E     | QF    | SF    | SF    | F     | F     |
| Velocidade por equipes feminino   | E     | SF    | F     |       |       |       |       |       |       |       |       |       |       |       |       |       |       |       |       |

## Nações participantes

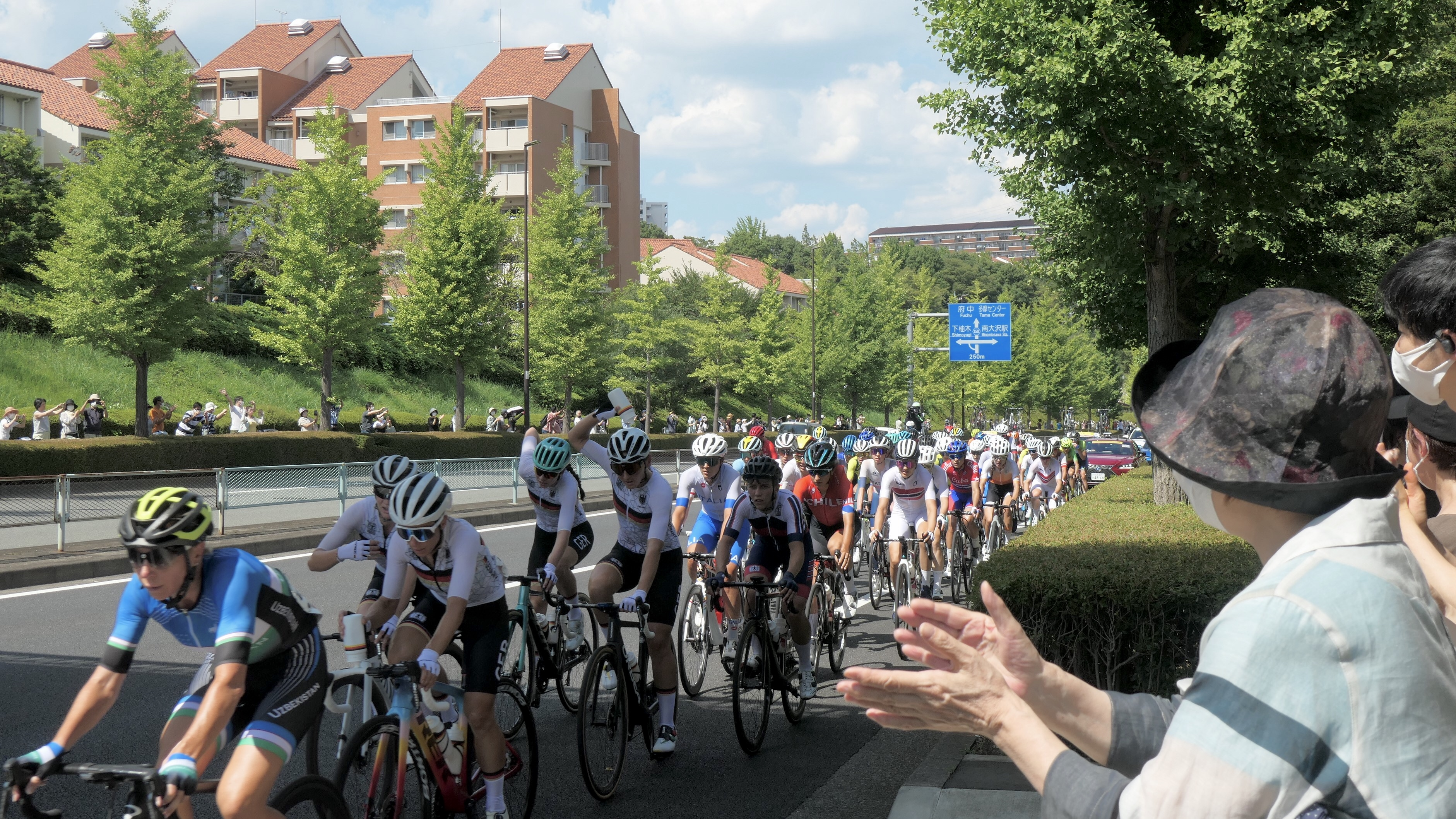
Ciclismo de estrada

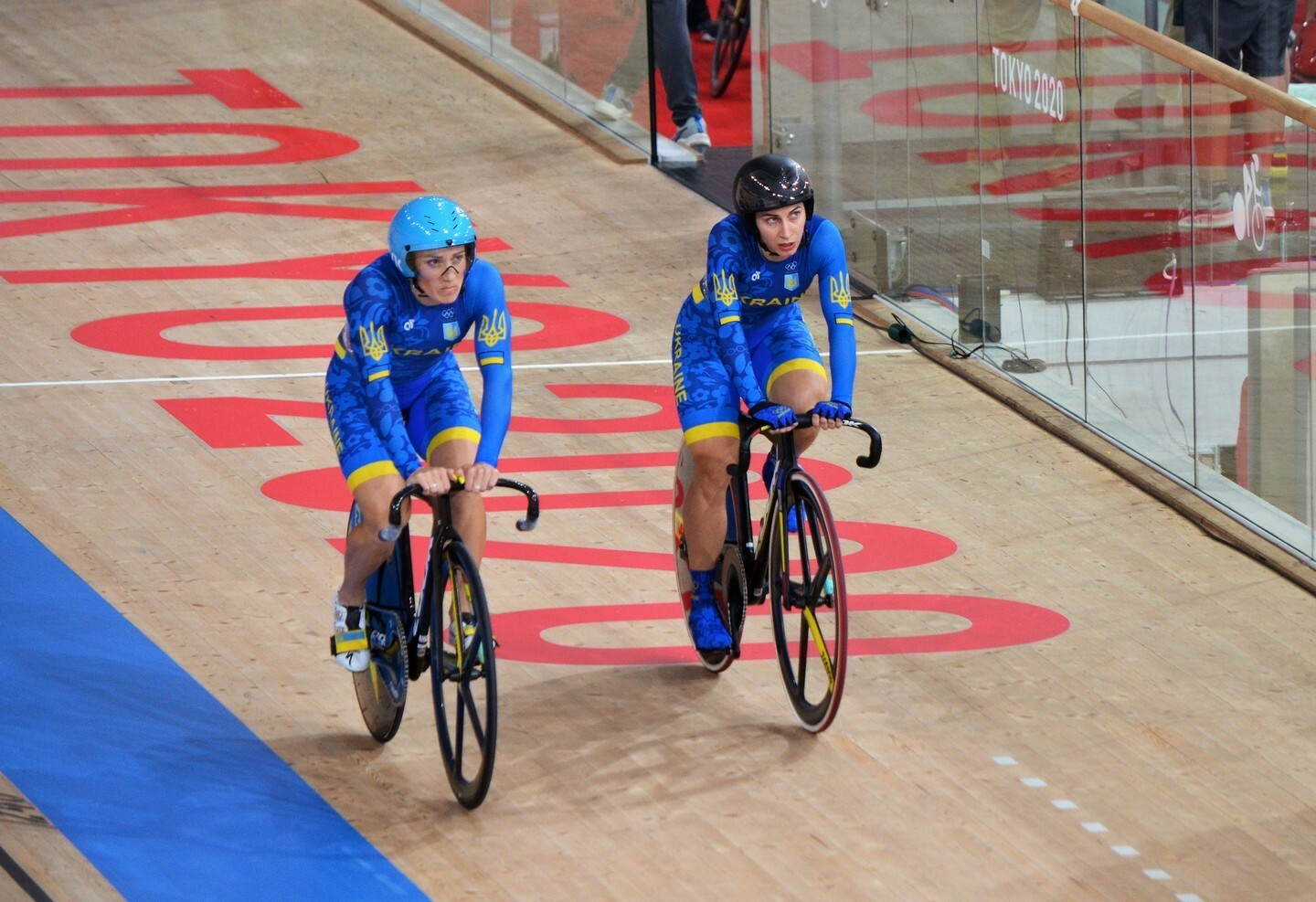
Ciclismo de pista

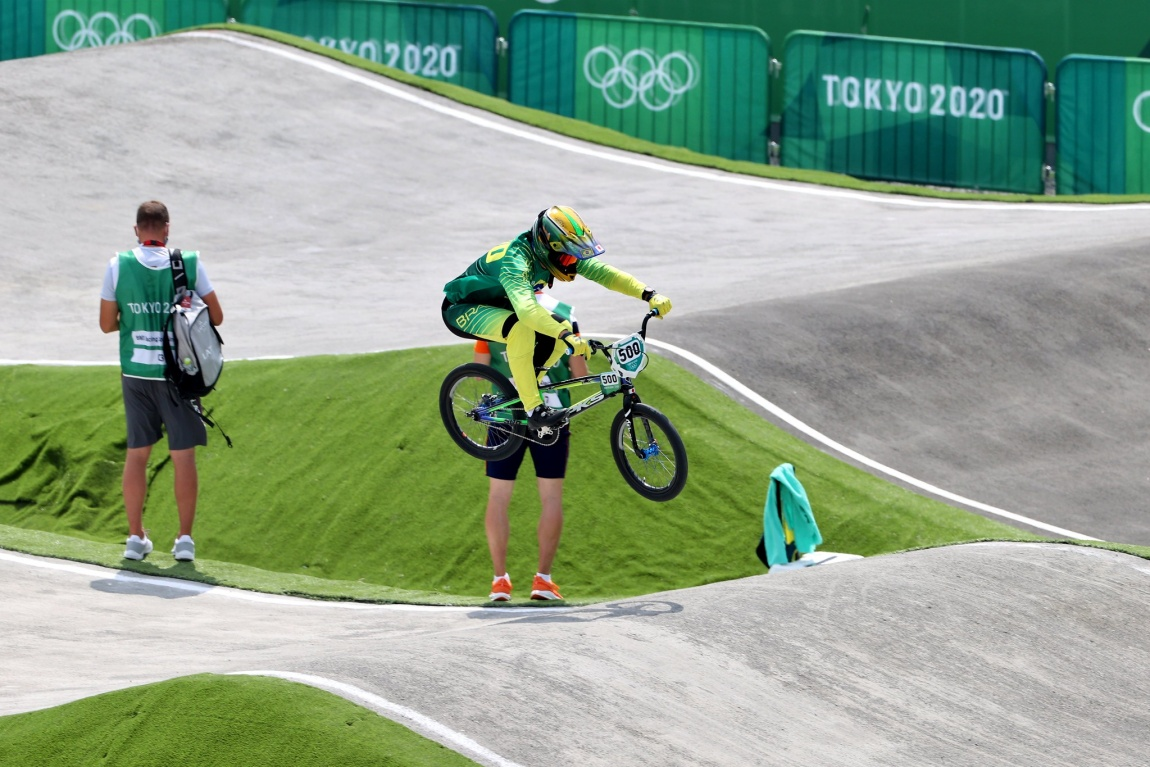
BMX

Ao todo, 50 Comitês Olímpicos Nacionais tiveram atletas qualificados em ao menos um evento. Entre parênteses encontra-se representada a quantidade de atletas.
- RSA África do Sul (11)
- GER Alemanha (28)
- ALG Argélia (2)
- ARG Argentina (3)
- AUS Austrália (30)
- AUT Áustria (8)
- AZE Azerbaijão (1)
- BEL Bélgica (15)
- BLR Bielorrússia (4)
- BRA Brasil (5)
- BUR Burquina Fasso (1)
- CAN Canadá (23)
- KAZ Cazaquistão (5)
- CHI Chile (3)
- CHN China (7)
- COL Colômbia (10)
- KOR Coreia do Sul (2)
- CRC Costa Rica (3)
- CRO Croácia (1)
- CUB Cuba (1)
- CYP Chipre (1)
- DEN Dinamarca (17)
- EGY Egito (1)
- ECU Equador (4)
- EOR Equipe Olímpica de Refugiados (2)
- ERI Eritreia (3)
- SVK Eslováquia (2)
- SLO Eslovênia (6)
- USA Estados Unidos (27)
- ESP Espanha (12)
- EST Estônia (3)
- ETH Etiópia (1)
- FIN Finlândia (1)
- FRA França (28)
- GBR Grã-Bretanha (26)
- GRE Grécia (3)
- GUA Guatemala (1)
- HKG Hong Kong (5)
- HUN Hungria (3)
- IRI Irã (1)
- IRL Irlanda (7)
- ISR Israel (2)
- ITA Itália (24)
- JPN Japão (16)
- LAT Letônia (4)
- LTU Lituânia (4)
- LUX Luxemburgo (3)
- MAS Malásia (2)
- MAR Marrocos (1)
- MEX México (7)
- NAM Namíbia (4)
- NOR Noruega (9)
- NZL Nova Zelândia (19)
- NED Países Baixos (28)
- PAN Panamá (1)
- PAR Paraguai (1)
- PER Peru (1)
- POL Polônia (16)
- POR Portugal (4)
- CZE República Checa (7)
- ROC ROC (18)
- ROU Romênia (2)
- RWA Ruanda (1)
- SUR Suriname (1)
- SWE Suécia (2)
- SUI Suíça (20)
- THA Tailândia (2)
- TPE Taipé Chinês (1)
- TTO Trinidad e Tobago (3)
- TUR Turquia (2)
- UKR Ucrânia (4)
- UZB Uzbequistão (2)
- VEN Venezuela (2)

## Medalhistas

### Ciclismo de estrada
Masculino
| Evento                      | Ouro                        | Prata                          | Bronze                      |
| --------------------------- | --------------------------- | ------------------------------ | --------------------------- |
| Corrida em estrada detalhes | Richard Carapaz ECU Equador | Wout van Aert BEL Bélgica      | Tadej Pogačar SLO Eslovênia |
| Contra o relógio detalhes   | Primož Roglič SLO Eslovênia | Tom Dumoulin NED Países Baixos | Rohan Dennis AUS Austrália  |

Feminino
| Evento                      | Ouro                                   | Prata                                  | Bronze                                 |
| --------------------------- | -------------------------------------- | -------------------------------------- | -------------------------------------- |
| Corrida em estrada detalhes | Anna Kiesenhofer AUT Áustria           | Annemiek van Vleuten NED Países Baixos | Elisa Longo Borghini ITA Itália        |
| Contra o relógio detalhes   | Annemiek van Vleuten NED Países Baixos | Marlen Reusser SUI Suíça               | Anna van der Breggen NED Países Baixos |

### Ciclismo de pista
Masculino
| Evento                           | Ouro                                                                                 | Prata                                                                              | Bronze                                                                              |
| -------------------------------- | ------------------------------------------------------------------------------------ | ---------------------------------------------------------------------------------- | ----------------------------------------------------------------------------------- |
| Keirin detalhes                  | Jason Kenny GBR Grã-Bretanha                                                         | Azizulhasni Awang MAS Malásia                                                      | Harrie Lavreysen NED Países Baixos                                                  |
| Madison detalhes                 | Lasse Norman Hansen Michael Mørkøv DEN Dinamarca                                     | Ethan Hayter Matthew Walls GBR Grã-Bretanha                                        | Donavan Grondin Benjamin Thomas FRA França                                          |
| Omnium detalhes                  | Matthew Walls GBR Grã-Bretanha                                                       | Campbell Stewart NZL Nova Zelândia                                                 | Elia Viviani ITA Itália                                                             |
| Perseguição por equipes detalhes | Simone Consonni Filippo Ganna Francesco Lamon Jonathan Milan ITA Itália              | Niklas Larsen Lasse Norman Hansen Rasmus Pedersen Frederik Rodenberg DEN Dinamarca | Leigh Howard Kelland O'Brien Luke Plapp Sam Welsford Alexander Porter AUS Austrália |
| Velocidade individual detalhes   | Harrie Lavreysen NED Países Baixos                                                   | Jeffrey Hoogland NED Países Baixos                                                 | Jack Carlin GBR Grã-Bretanha                                                        |
| Velocidade por equipes detalhes  | Jeffrey Hoogland Harrie Lavreysen Roy van den Berg Matthijs Büchli NED Países Baixos | Jack Carlin Jason Kenny Ryan Owens GBR Grã-Bretanha                                | Florian Grengbo Rayan Helal Sébastien Vigier FRA França                             |

Feminino
| Evento                           | Ouro                                                                 | Prata                                                                              | Bronze                                                                                  |
| -------------------------------- | -------------------------------------------------------------------- | ---------------------------------------------------------------------------------- | --------------------------------------------------------------------------------------- |
| Keirin detalhes                  | Shanne Braspennincx NED Países Baixos                                | Ellesse Andrews NZL Nova Zelândia                                                  | Lauriane Genest CAN Canadá                                                              |
| Madison detalhes                 | Katie Archibald Laura Kenny GBR Grã-Bretanha                         | Amalie Dideriksen Julie Leth DEN Dinamarca                                         | Gulnaz Khatuntseva Maria Novolodskaya ROC                                               |
| Omnium detalhes                  | Jennifer Valente USA Estados Unidos                                  | Yumi Kajihara JPN Japão                                                            | Kirsten Wild NED Países Baixos                                                          |
| Perseguição por equipes detalhes | Franziska Brauße Lisa Brennauer Lisa Klein Mieke Kröger GER Alemanha | Katie Archibald Laura Kenny Neah Evans Josie Knight Elinor Barker GBR Grã-Bretanha | Chloé Dygert Megan Jastrab Jennifer Valente Emma White Lily Williams USA Estados Unidos |
| Velocidade individual detalhes   | Kelsey Mitchell CAN Canadá                                           | Olena Starikova UKR Ucrânia                                                        | Lee Wai-sze HKG Hong Kong                                                               |
| Velocidade por equipes detalhes  | Bao Shanju Zhong Tianshi CHN China                                   | Lea Friedrich Emma Hinze GER Alemanha                                              | Daria Shmeleva Anastasia Voynova ROC                                                    |

### Mountain bike
| Evento                           | Ouro                            | Prata                       | Bronze                    |
| -------------------------------- | ------------------------------- | --------------------------- | ------------------------- |
| Cross-country masculino detalhes | Thomas Pidcock GBR Grã-Bretanha | Mathias Flückiger SUI Suíça | David Valero ESP Espanha  |
| Cross-country feminino detalhes  | Jolanda Neff SUI Suíça          | Sina Frei SUI Suíça         | Linda Indergand SUI Suíça |

### BMX
Masculino
| Evento                | Ouro                           | Prata                      | Bronze                         |
| --------------------- | ------------------------------ | -------------------------- | ------------------------------ |
| Corrida detalhes      | Niek Kimmann NED Países Baixos | Kye Whyte GBR Grã-Bretanha | Carlos Ramírez COL Colômbia    |
| Estilo livre detalhes | Logan Martin AUS Austrália     | Daniel Dhers VEN Venezuela | Declan Brooks GBR Grã-Bretanha |

Feminino
| Evento                | Ouro                                   | Prata                             | Bronze                           |
| --------------------- | -------------------------------------- | --------------------------------- | -------------------------------- |
| Corrida detalhes      | Beth Shriever GBR Grã-Bretanha         | Mariana Pajón COL Colômbia        | Merel Smulders NED Países Baixos |
| Estilo livre detalhes | Charlotte Worthington GBR Grã-Bretanha | Hannah Roberts USA Estados Unidos | Nikita Ducarroz SUI Suíça        |

## Quadro de medalhas
País sede destacado
| Ordem | País               | Medalha de ouro | Medalha de prata | Medalha de bronze |    | Ordem por total |
| ----- | ------------------ | --------------- | ---------------- | ----------------- | -- | --------------- |
| 1     | GBR Grã-Bretanha   | 6               | 4                | 2                 | 12 | 1               |
| 2     | NED Países Baixos  | 5               | 3                | 4                 | 12 | 1               |
| 3     | SUI Suíça          | 1               | 3                | 2                 | 6  | 3               |
| 4     | DEN Dinamarca      | 1               | 2                |                   | 3  | 4               |
| 5     | USA Estados Unidos | 1               | 1                | 1                 | 3  | 4               |
| 6     | GER Alemanha       | 1               | 1                |                   | 2  | 8               |
| 7     | AUS Austrália      | 1               |                  | 2                 | 3  | 4               |
|       | ITA Itália         | 1               |                  | 2                 | 3  | 4               |
| 9     | CAN Canadá         | 1               |                  | 1                 | 2  | 8               |
|       | SLO Eslovênia      | 1               |                  | 1                 | 2  | 8               |
| 11    | AUT Áustria        | 1               |                  |                   | 1  | 15              |
|       | CHN China          | 1               |                  |                   | 1  | 15              |
|       | ECU Equador        | 1               |                  |                   | 1  | 15              |
| 14    | NZL Nova Zelândia  |                 | 2                |                   | 2  | 8               |
| 15    | COL Colômbia       |                 | 1                | 1                 | 2  | 8               |
| 16    | BEL Bélgica        |                 | 1                |                   | 1  | 15              |
|       | JPN Japão          |                 | 1                |                   | 1  | 15              |
|       | MAS Malásia        |                 | 1                |                   | 1  | 15              |
|       | UKR Ucrânia        |                 | 1                |                   | 1  | 15              |
|       | VEN Venezuela      |                 | 1                |                   | 1  | 15              |
| 21    | FRA França         |                 |                  | 2                 | 2  | 8               |
|       | ROC                |                 |                  | 2                 | 2  | 8               |
| 23    | ESP Espanha        |                 |                  | 1                 | 1  | 15              |
|       | HKG Hong Kong      |                 |                  | 1                 | 1  | 15              |
| TOTAL | TOTAL              | 22              | 22               | 22                | 66 | —               |